# Aleksandar Šalamanov
Aleksandar Stefanov Šalamanov (bulharsky Александър Cтефанов Шаламанов; 4. září 1941, Bojana – 26. října 2021) byl fotbalista a profesionální alpský lyžař a je známý jako jediný Bulhar, který se účastnil zimních olympijských her (jako alpský lyžař v roce 1960) a mistrovství světa ve fotbale. Byl i na letních olympijských hrách jako rezervní hráč volejbalového týmu v roce 1964, ale nehrál v zápase.

## Fotbalová kariéra
Šalamanov zahájil svou kariéru jako obránce v CSKA Sofie v letech 1960–61, ale v roce 1961 přestoupil do Slavie Sofie, kde zůstal až do roku 1974, kdy odešel do fotbalového důchodu po 263 zápasech v bulharské lize, třech trofejích v bulharském poháru (1963, 1964 a 1966) a semifinále Poháru vítězů pohárů v roce 1967. Šalamanov byl dvakrát zvolen nejlepším bulharským fotbalistou v letech 1963 a 1966 a dvakrát nejlepším bulharským sportovcem v letech 1967 a 1973. Má 42 startů za bulharský národní tým, s nímž se účastnil mistrovství světa 1966 a mistrovství světa 1970.
Fotbalový klub Slavia Sofia oznámil na svých webových stránkách den po Šalamanově úmrtí, že fotbalový stadion přejmenuje na jeho počest. Ponese jméno Stadion Aleksandara Šalamanova (Стадион „Александър Шаламанов“).

## Osobní život
Je otcem alpského lyžaře Stefana Šalamanova.

## Úspěchy

### Klub
Slavia Sofie
- Bulharský pohár (3): 1963, 1964 a 1966

### Individuální
- Bulharský fotbalista roku (2): 1963 a 1966
- Bulharský sportovec roku (2): 1967 a 1973